# Torre de Felx
La torre de Felx, tal com apareix al Llibre del Repartiment de València (1237), o torre d'Alfeig, tal com apareix en la documentació posterior (ss. XVI, XVII) va ser derruïda en una data indeterminada i actualment no queda res. Les seues restes arribaren fins a la dècada de 1940 en què el terreny elevat, sobre el qual es trobava, va ser desmuntat, rebaixat i transformat en horta de regadiu. De la torre no es conserva cap fotografia, només un dibuix en un plànol del s. XVI, en el qual es veu que era una torre musulmana normal, de planta rodona, possiblement, com la de Paterna. Fins ací la torre de Felx. Tot el que ve a continuació, malgrat tenir la declaració de BIC, és un conjunt d'incorreccions, errors i falsetats "monumentals". Algú pot creure que aquesta fotografia correspon a una "torre"? Llegiu i gaudiu:
Les restes de la Torre de Felx de Benaguasil, declarats béns d'interès cultural, amb codi 46.11.051-005 i denominada també Torre Fèlix, s'alcen sobre una petita elevació de poc més de 100 metres anomenada Plànol de la Barca, que domina el territori delimitat per un meandre del riu Túria. S'accedeix per una desviació de la carretera Benaguasil-Riba-roja, en direcció a la urbanització "Vilanova". Arribats a aquesta, la voregem per un camí de terra que ens porta fins a l'esperó rocallós on hi ha les ruïnes mig amagades per la vegetació, que també són conegudes com El Castellet.
Degué tractar-se d'una alqueria islàmica fortificada integrada al cinturó defensiu de la ciutat de València, i dependent del veí Castell de Vilamarxant.
Només es conserven restes dels seus murs, construïts amb tàpia de morter. Segurament va disposar al seu voltant d'algun tipus de recinte emmurallat, com també d'altres construccions auxiliars.

## Descripció
Atesa la tipologia de les restes  ceràmics que van aparèixer (ceràmica islàmica sense decoració i ceràmica moderna) i la factura dels murs que envolten el recinte, podria tractar-se d'una alqueria islàmica fortificada que formaria part del principal cinturó defensiu d'alqueries que protegien la ciutat de València, com les de Bofilla i Montcada, entre d'altres. Aquestes construccions es componien d'una sèrie d'elements, torre, albacar i recinte emmurallat, que els donaven un caràcter fortificat.
Els murs van ser construïts amb tàpia de  morter, utilitzant a més pedres ordenades dins de l'encofrat, situant la seva cara més plana o llisa paral·lela a la taula. D'aquesta manera a les zones on el mur ha perdut l'arrebossat final amb què eren recoberts, s'assemblen a murs de maçoneria.